# Nur Aiman Rosli
Nur Aiman Rosli (né le 22 mars 1999,) est un coureur cycliste malaisien. Bon rouleur, il est devenu champion de Malaisie à de multiples reprises. Il a également remporté une étape du Tour de Thaïlande en 2024.

## Palmarès et résultats

### Par année
- 2016
  - 3e du championnat de Malaisie du contre-la-montre juniors
- 2020
  -  Champion de Malaisie du contre-la-montre
- 2021
  -  Champion de Malaisie du contre-la-montre
- 2022
  -  Champion de Malaisie du contre-la-montre
- 2023
  -  Champion de Malaisie du contre-la-montre
  - 2e du championnat de Malaisie sur route
- 2024
  -  Champion de Malaisie du contre-la-montre
  - 2e étape du Tour de Thaïlande
  - 3e du championnat de Malaisie sur route
  - 4e du championnat d'Asie sur route
- 2025
  -  Champion de Malaisie sur route
  -  Champion de Malaisie du contre-la-montre

### Classements mondiaux
| Année                                 | 2019  | 2020 | 2021 | 2022  | 2023 | 2024 |
| ------------------------------------- | ----- | ---- | ---- | ----- | ---- | ---- |
| Classement mondial                    | 2689e | nc   | nc   | 1455e | 973e | 450e |
| UCI Asia Tour                         | 269e  | nc   | nc   | 115e  | 67e  | 12e  |
|                                       |       |      |      |       |      |      |
| Légende : nc = non classéSource : UCI |       |      |      |       |      |      |